# Neurotecnologia
La neurotecnologia és una disciplina que engloba qualsevol pràctica o dispositiu electrònic que s'incardini amb el sistema nerviós per a controlar o modular l'activitat neuronal. Els propòsits comuns dels dissenys i mètodes de la neurotecnologia inclouen l'ús de lectures d'activitat neuronal per a controlar dispositius externs com les neuropròtesis, alterar l'activitat neuronal mitjançant la neuromodulació per a reparar o normalitzar la funció afectada per trastorns neurològics o augmentar les capacitats cognitives. A més dels seus usos terapèutics o comercials, la neurotecnologia també constitueix una potent eina de recerca per avançar en el coneixement fonamental de la neurociència.
Alguns exemples de neurotecnologies inclouen l'estimulació cerebral profunda, la fotoestimulació basada en l'optogenètica i la fotofarmacologia, l'estimulació magnètica transcranial (TUS), l'estimulació elèctrica transcranial (TMS) i les interfícies cervell-ordinador, com ara implants coclears i implants de retina.

## Història

L'arribada de la neuroimatge va revolucionar el camp de la neurotecnologia, permetent als investigadors controlar directament les activitats del cervell durant els experiments. La pràctica de la neurotecnologia es pot trobar en camps d'estudi com les pràctiques farmacèutiques, ja sigui des de fàrmacs per a la depressió, els trastorns del son, el TDAH o els antineuròtics, reduir els episodis epilèptics, millorar els pacients amb malalties motores degeneratives com la malaltia de Parkinson, malaltia de Huntington o ELA, fins a l'exploració del càncer o la rehabilitació d'ictus, passant pel desenvolupament de programes informàtics amb l'objectiu millorar la funció cerebral com Dr Kawashima's Brain Training: How Old Is Your Brain?. També ofereix la possibilitat de revelar els mecanismes pels quals la ment i la consciència emergeixen del cervell.

### Estimulació magnètica transcranial
L'estimulació magnètica transcranial (TMS) és un mètode per a estudiar com funciona el cervell i s'utilitza en molts laboratoris d'investigació centrats en trastorns de conducta, epilèpsia, TEPT, migranya, al·lucinacions i altres trastorns. Actualment, s'està investigant l'estimulació magnètica transcranial repetitiva per a veure si els efectes comportamentals positius del TMS es poden fer més permanents. Algunes tècniques combinen TMS i un altre mètode d'exploració com l'electroencefalograma per a obtenir informació addicional sobre l'activitat cerebral, com ara la resposta cortical.

### Estimulació transcranial de corrent continu
L'estimulació transcranial de corrent directe (TDCS) és una forma de neuroestimulació que utilitza un corrent constant i baix subministrat mitjançant elèctrodes col·locats al cuir cabellut. Els avenços recents en neurotecnologia que permeten l'avaluació in vivo de l'activitat elèctrica cerebral durant el TDCS prometen avançar en la comprensió d'aquests mecanismes. La investigació sobre l'ús de TDCS en adults sans ha demostrat que el TDCS pot augmentar el rendiment cognitiu en una varietat de tasques, depenent de l'àrea del cervell que s'estimula. El TDCS s'ha utilitzat per a millorar el llenguatge i la capacitat matemàtica (tot i que també s'ha trobat una forma de TDCS que inhibeix l'aprenentatge de les matemàtiques), la capacitat d'atenció, la resolució de problemes, la memòria, l'alleujament de la depressió i la síndrome de fatiga crònica.

### Electrofisiologia
L'electroencefalografia (EEG) és un mètode per mesurar l'activitat de les ones cerebrals de manera no invasiva. Es col·loquen diversos elèctrodes al voltant del cap i del cuir cabellut i es mesuren els senyals elèctrics. Clínicament, l'EEG s'utilitza per a estudiar l'epilèpsia, així com l'ictus i la presència de tumors al cervell. L'electrocorticografia (ECoG) es basa en principis similars, però requereix la implantació invasiva d'elèctrodes a la superfície del cervell per a mesurar els potencials de camp locals o els potencials d'acció amb més sensibilitat.
La magnetoencefalografia (MEG) és un altre mètode de mesura de l'activitat al cervell mesurant els camps magnètics que sorgeixen dels corrents elèctrics al cervell. L'avantatge d'utilitzar l'MEG en lloc de l'EEG és que aquests camps estan molt localitzats i donen lloc a una millor comprensió de com reaccionen els llocs específics a l'estimulació o si aquestes regions s'activen en excés (com en les convulsions epilèptiques).
Hi ha usos potencials per a l'EEG i l'MEG, com ara la rehabilitació i la millora després d'un trauma, així com la prova de la conductivitat neural en regions específiques de persones amb epilèpsia o pacients amb trastorns de la personalitat. L'EEG ha estat fonamental per entendre el cervell en repòs durant el son. S'ha considerat l'EEG en temps real per a utilitzar-lo en la detecció de mentides. De la mateixa manera, s'està investigant la ressonància magnètica funcional en temps real com a mètode per a la teràpia del dolor alterant la manera en què la gent perceben el dolor si se'ls informa de com funciona el seu cervell mentre pateixen. En proporcionar comentaris directes i comprensibles, els investigadors poden ajudar els pacients amb dolor crònic a reduir els seus símptomes.
Els productes farmacèutics tenen un paper vital en el manteniment de la química cerebral estable i són la neurotecnologia més utilitzada pel públic en general i la medicina. Fàrmacs com la sertralina, el metilfenidat i el zolpidem actuen com a moduladors químics del cervell i permeten una activitat normal en moltes persones el cervell de les quals no pot actuar normalment en condicions fisiològiques. Tot i que els productes farmacèutics normalment no s'esmenten i tenen el seu propi camp, el paper dels fàrmacs potser el més ampli i comú a la societat moderna. El moviment de partícules magnètiques cap a regions del cervell dirigides per al lliurament de fàrmacs és un camp d'estudi emergent i no causa danys detectables al circuit.

## Consideracions ètiques

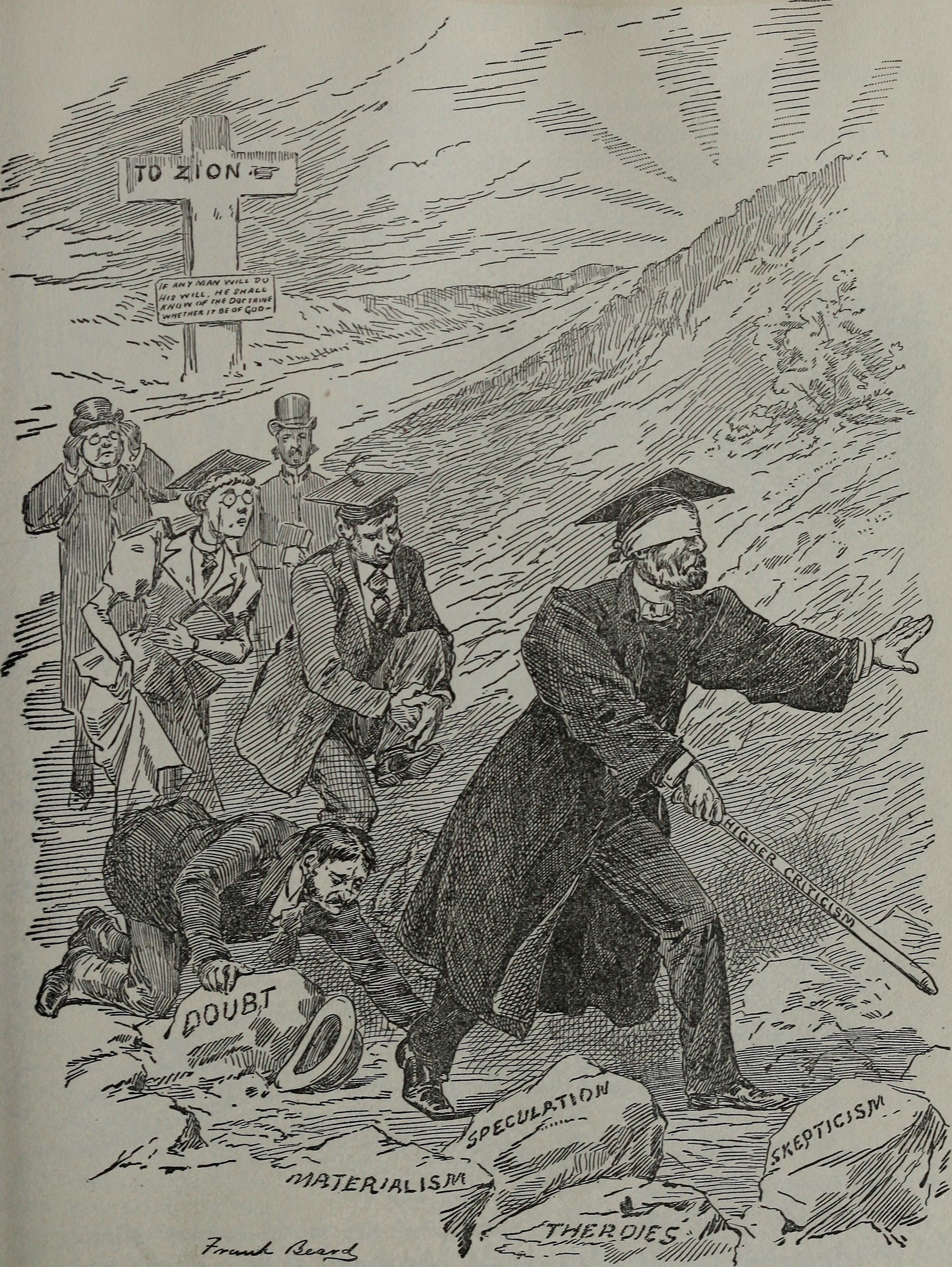

Com altres innovacions disruptives, la neurotecnologia té el potencial de generar profundes repercussions socials i legals, i com a tal el seu desenvolupament i introducció a la societat plantegen una sèrie de qüestions ètiques. Les preocupacions principals giren al voltant de la preservació de la identitat, la intencionalitat, la capacitat de decisió, la llibertat cognitiva i la privadesa com a «neurodrets». Tot i que els experts coincideixen que aquestes característiques bàsiques de l'experiència humana es beneficien de l'ús ètic de la neurotecnologia, també insisteixen en destacar la importància d'establir de manera preventiva marcs reguladors específics i altres mecanismes que protegeixin contra usos inadequats o no autoritzats.

### Identitat
Per exemple, l'estimulació cerebral profunda s'utilitza habitualment com a tractament per a la malaltia de Parkinson, però pot tenir efectes secundaris que afecten el concepte d'identitat, com ara la pèrdua de la modulació de la veu, l'augment de la impulsivitat o els sentiments d'autoestranyament. En el cas de les pròtesis neuronals i les interfícies cervell-ordinador (BCI), el canvi pot prendre la forma d'una extensió del sentit de si mateix, incorporant potencialment el dispositiu com a part integral d'un mateix o ampliant la gamma de canals sensorials i cognitius disponibles per a l'usuari. més enllà dels sentits tradicionals.
Part de la dificultat per determinar quins canvis constitueixen una amenaça per a la identitat té les seves arrels en la seva naturalesa dinàmica: atès que s'espera que la personalitat i el concepte d'un mateix canviïn amb el temps com a resultat del desenvolupament emocional i de l'experiència viscuda, no és fàcil identificar amb claredat els criteris i traçar una línia entre els canvis acceptables i els canvis problemàtics. Això es fa encara més difícil quan es tracta de neurotecnologies destinades a influir en els processos psicològics, com els dissenyats per a eliminar els símptomes de la depressió o el trastorn per estrès posttraumàtic (TEPT) mitjançant la modulació dels estats emocionals o la rellevància dels records per alleujar el dolor d'un pacient. Fins i tot ajudar a un pacient a recordar, que aparentment ajudaria a preservar la identitat, pot ser una qüestió delicada: «L'oblit també és important per a com una persona navega pel món, ja que ofereix l'oportunitat tant de perdre la pista dels records vergonyosos o difícils, com de centrar-se. Per tant, els esforços per a millorar la identitat mitjançant la preservació de la memòria corren el risc de danyar inadvertidament un procés cognitiu valuós, encara que menys conscient».

### Intencionalitat
La interacció entre la intencionalitat i la neurotecnologia pot tenir implicacions per a la responsabilitat moral i la responsabilitat legal. Igual que amb la identitat, els dispositius destinats a tractar algunes afeccions psiquiàtriques com la depressió o l'anorèxia poden funcionar modulant la funció neuronal vinculada al desig o la motivació, fet que podria comprometre la intencionalitat de l'usuari. Aquest també pot ser el cas, paradoxalment, d'aquelles neurotecnologies dissenyades per a restablir la capacitat de decisió als pacients, com les pròtesis neuronals i la tecnologia de suport mitjançant BCI com les cadires de rodes o les eines d'accessibilitat informàtiques. Com que aquests dispositius sovint funcionen interpretant les entrades sensorials o les dades neuronals de l'usuari per a estimar la intenció de l'individu i respondre d'acord amb ella, els marges d'estimació poden conduir a respostes inexactes o no desitjades.

### Privadesa
Finalment, quan es desenvolupen aquestes tecnologies, la societat ha d'entendre que aquestes neurotecnologies podrien revelar l'única cosa que les persones sempre pot mantenir en secret: el que està pensant. Tot i que aquestes tecnologies tenen una gran quantitat de beneficis associats, és necessari que la comunitat científica, la ciutadania i els responsables polítics tinguin en compte les implicacions per a la privadesa. Aquest terme és important en molts cercles ètics preocupats per l'estat i els propòsits del progrés en el camp de la neurotecnologia i la neuroètica. Les millores actuals com ara l'«empremta cerebral» o la detecció de mentides mitjançant EEG o fMRI podrien donar lloc la fixació de relacions emocionals/llocs al cervell, tot i que aquestes tecnologies encara estan teòricament lluny de la seua aplicació completa. Alguns experts en ètica també alerten de l'ús de l'estimulació magnètica transcranial i temen que la tècnica es pugui utilitzar per alterar els pacients d'una manera no desitjada pel pacient.